# 戴德梁行
戴德梁行（英語：Cushman & Wakefield）是一家美国私人房地产咨询公司。成立于1917年，该公司在60个国家拥有约400个办事处，拥有约53000名员工，管理约36亿平方英尺的商业空间。

## 业务
该公司提供专业的一条龙服务，主要有以下四种业务：租赁及销售交易服务，包含办公楼的出租和业主代理，工业与零售商业地产；资本市场，包含不动产出售、投资管理、资产评估、投资银行业务、财务权益和债务管理；客户解决方案，包含为大型公司与业主所设置的整套的房地产策略；咨询服务分为商务咨询与房地产咨询。
2005年，Cushman & Wakefield与零售商奥维斯合资创办了奥维斯及Cushman & Wakefield农家乐物业有限责任公司。
2019年12月12日，中国房地产商万科旗下企业万科物业宣布与戴德梁行联合成立合营企业“万物戴德梁行资产服务有限公司”（简称万物梁行），在大中华区整合商业物业及设施管理服务。此前在2018年7月，万科物业宣布以首次公开募股定价的方式购买戴德梁行4.9%的股份，成为其第四大战略股东。

## 近况
2015年9月1日，Cushman & Wakefield和DTZ戴德梁行合并。新公司在全球范围内继续采用Cushman & Wakefield作为企业品牌，在大中华地区则使用「戴德梁行」作为公司的中文名称，并启用了新的形象和Logo。其主要股东包括：TPG，PAG和OTTP。合并后的新公司年收入达到50亿美元，并拥有43,000名员工。阿涅利家族通过L控股公司.5%份，从而取代集团大股东。

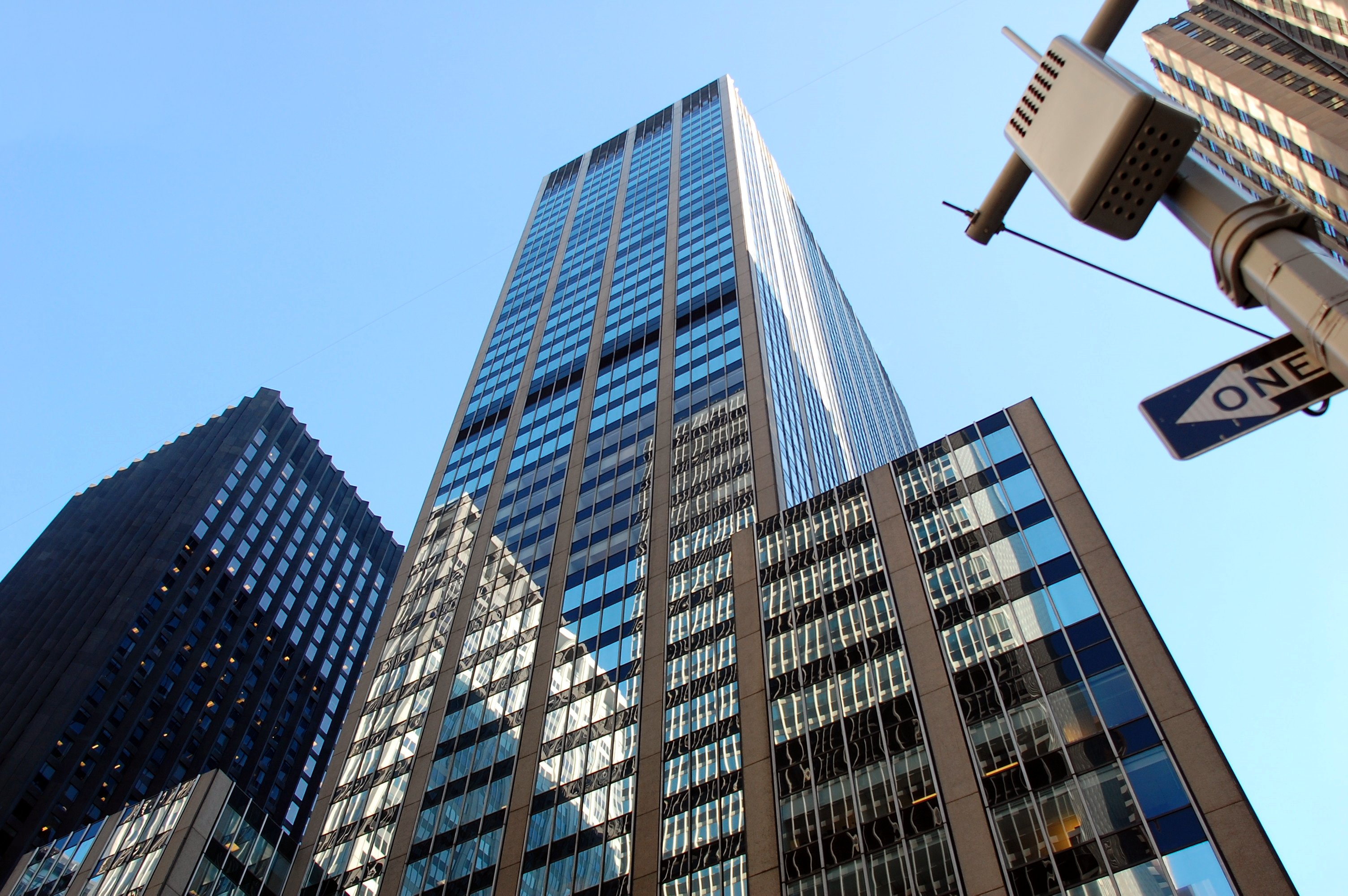
戴德梁行美国总部

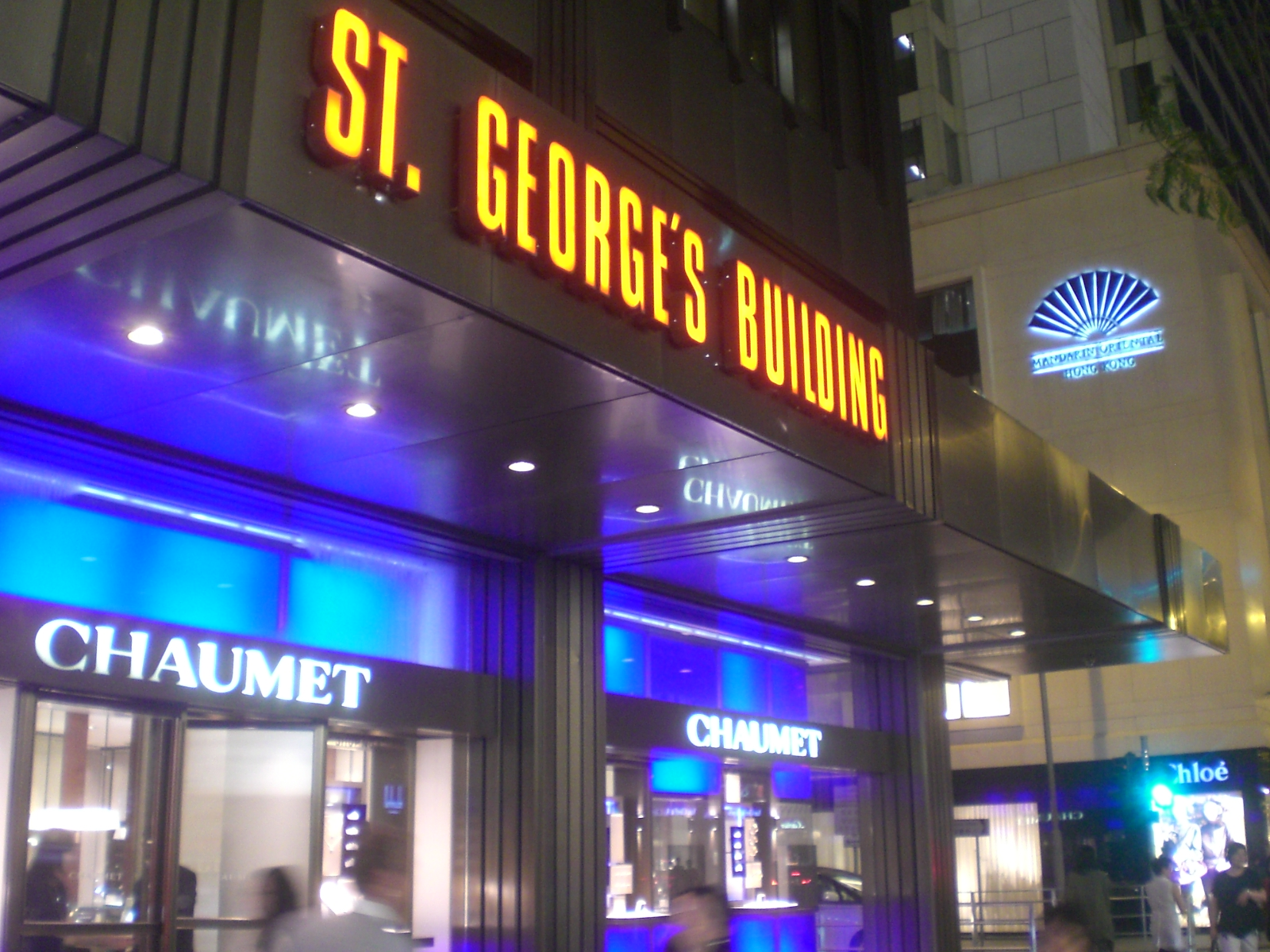
戴德梁行香港办事处

## 竞争对手
- 纽约商业房地产经纪公司（Studley Inc）（2014年由第一太平戴维斯（Savills）收購）
- 高力国际（Colliers International）
- 世邦魏理仕（CB Richard Ellis）
- 仲量联行（Jones Lang LaSalle）
- Holliday Fenoglio Fowler（英语：Holliday Fenoglio Fowler）（2019年由仲量聯行（Jones Lang LaSalle）收購）
- 第一太平戴维斯（Savills）
- 莱坊（Knight Frank）